# Список призерів чемпіонатів України з легкої атлетики в приміщенні серед жінок
Цей список включає призерів чемпіонатів України з легкої атлетики в приміщенні в жіночих дисциплінах за всі роки їх проведення.

## Чинна програма

### 60 метрів
| Чемпіонат | Золото                                    | Срібло                                      | Бронза                                     |
| --------- | ----------------------------------------- | ------------------------------------------- | ------------------------------------------ |
| 1992      |                                           |                                             |                                            |
| 1993      | Ірина Слюсар Дніпропетровська область     | Людмила Антонова Донецька область           | Оксана Левенець Дніпропетровська область   |
| 1994      | Анжела Кравченко Донецька область         | Анжеліка Шевчук Донецька область            | Оксана Левенець Дніпропетровська область   |
| 1995      | Ірина Пуха Київ                           | Вікторія Фоменко Харківська область         | Анжеліка Шевчук Запорізька область         |
| 1996      | Анжеліка Шевчук Запорізька область        | Оксана Гуськова (Кайдаш) Харківська область | Вікторія Фоменко Харківська область        |
| 1997      | Жанна Пінтусевич Київ                     | Ірина Пуха Київ                             | Анжела Кравченко Донецька область          |
| 1998      | Ірина Пуха Київ                           | Анжела Кравченко Донецька область           | Анжеліка Шевчук Донецька область           |
| 1999      | Анжеліка Шевчук Донецька область          | Оксана Гуськова (Кайдаш) Харківська область | Тетяна Ткаліч Харківська область           |
| 2000      | Ірина Пуха Київ                           | Оксана Гуськова (Кайдаш) Харківська область | Анжеліка Шевчук Донецька область           |
| 2001      | Ірина Пуха Київ                           | Анжела Кравченко Донецька область           | Ірина Кожемякіна Харківська область        |
| 2002      | Ірина Кожемякіна Харківська область       | Наталія Пигида Київська область             | Людмила Щербина Одеська область            |
| 2003      | Ірина Кожемякіна Дніпропетровська область | Анжела Кравченко Донецька область           | Олена Пастушенко Харківська область        |
| 2004      | Ірина Кожемякіна Дніпропетровська область | Анжела Кравченко Донецька область           | Тетяна Ткаліч Харківська область           |
| 2005      | Ірина Кожемякіна Дніпропетровська область | Ірина Штангеєва Донецька область            | Ольга Андрєєва Івано-Франківська область   |
| 2006      | Жанна Блок Київська область               | Анжела Кравченко Донецька область           | Ольга Андрєєва Івано-Франківська область   |
| 2007      | Ірина Штангеєва Донецька область          | Наталія Пигида Київська область             | Юлія Баликіна Запорізька область           |
| 2008      | Христина Стуй Івано-Франківська область   | Оксана Щербак Полтавська область            | Ірина Штангеєва Донецька область           |
| 2009      | Єлізавета Бризгіна Луганська область      | Вікторія П'ятаченко Сумська область         | Марія Рємєнь Запорізька область            |
| 2010      | Олеся Повх Запорізька область             | Марія Рємєнь Запорізька область             | Христина Стуй Івано-Франківська область    |
| 2011      | Христина Стуй Івано-Франківська область   | Вікторія Кащеєва Сумська область            | Дар'я Піжанкова Харківська область         |
| 2012      | Вікторія Кащеєва Сумська область          | Наталія Строгова Луганська область          | Наталя Погребняк Харківська область        |
| 2013      | Наталя Погребняк Харківська область       | Вікторія Кащеєва Сумська область            | Марія Шмідова Донецька область             |
| 2014      | Наталя Погребняк Харківська область       | Наталія Строгова Луганська область          | Марія Шмідова Донецька область             |
| 2015      | Олеся Повх Запорізька область             | Наталя Погребняк Харківська область         | Наталія Строгова Луганська область         |
| 2016      | Наталя Погребняк Харківська область       | Марія Мокрова Київ                          | Наталія Строгова Луганська область         |
| 2017      | Олеся Повх Запорізька область             | Вікторія Кащеєва Донецька область           | Марія Мокрова Київ                         |
| 2018      | Христина Стуй Київ                        | Анастасія Голєнєва Донецька область         | Аліна Калістратова Харківська область      |
| 2019      | Яна Качур Київ                            | Марія Мокрова Київ                          | Аліна Калістратова Харківська область      |
| 2020      | Вікторія Ратнікова Запорізька область     | Яна Качур Київ                              | Марія Мокрова Київ                         |
| 2021      | Вікторія Ратнікова Запорізька область     | Яна Качур Київ                              | Євгенія Коновалова Донецька область        |
| 2022      | чемпіонат не проводився                   |                                             |                                            |
| 2023      | Вікторія Ратнікова Запорізька область     | Діана Гончаренко Сумська область            | Анастасія Осокіна Дніпропетровська область |
| 2024      | Діана Гончаренко Сумська область          | Анна Карандукова Кіровоградська область     | Ольга Юзва Чернівецька область             |

### 200 метрів
| Чемпіонат | Золото                                        | Срібло                                   | Бронза                                  |
| --------- | --------------------------------------------- | ---------------------------------------- | --------------------------------------- |
| 1992      | Антоніна Слюсар Дніпропетровська область      | Світлана Біктіна Одеська область         |                                         |
| 1993      | Олена Насонкіна Харківська область            | Антоніна Слюсар Дніпропетровська область | Світлана Біктіна Харківська область     |
| 1994      | Анжела Кравченко Донецька область             | Антоніна Слюсар Дніпропетровська область | Анжела Балахонова Тернопільська область |
| 1995      | Анжела Балахонова Київ                        | Людмила Антонова Донецька область        |                                         |
| 1996      |                                               |                                          |                                         |
| 1997      | Ольга Міщенко Донецька область                |                                          |                                         |
| 1998      | Вікторія Фоменко Харківська область           | Тетяна Ткаліч Харківська область         | Наталія Пигида Київська область         |
| 1999      | Тетяна Ткаліч Харківська область              | Вікторія Фоменко Харківська область      | Наталія Мауріна Харківська область      |
| 2000      | Олена Пастушенко Харківська область           | Вікторія Фоменко Харківська область      | Юлія Панасейко Харківська область       |
| 2001      | Тетяна Ткаліч Харківська область              | Вікторія Фоменко Харківська область      | Наталія Пигида Київська область         |
| 2002      | Марина Майданова Харківська область           | Ольга Міщенко Донецька область           |                                         |
| 2003      | Марина Майданова Харківська область           | Олена Пастушенко Харківська область      | Людмила Ніколенко Донецька область      |
| 2004      | Наталія Пигида Київська область               | Марина Майданова Харківська область      | Олена Чебану Харківська область         |
| 2005      | Ірина Штангеєва Донецька область              | Марина Майданова Харківська область      | Олена Чебану Харківська область         |
| 2006-2012 | дисципліна не входила до програми чемпіонатів |                                          |                                         |
| 2013      | Наталя Погребняк Харківська область           | Наталія Строгова Луганська область       | Марія Ковальчук Житомирська область     |
| 2014-2015 | дисципліна не входила до програми чемпіонатів |                                          |                                         |
| 2016      | Наталія Строгова Луганська область            | Вікторія Кащеєва Донецька область        | Ксенія Верега Чернівецька область       |
| 2017-2018 | дисципліна не входила до програми чемпіонатів |                                          |                                         |
| 2019      | Олена Радюк Донецька область                  | Вікторія Луніка Сумська область          | Євгенія Мучарова Сумська область        |
| 2020      | Тетяна Кайсен Дніпропетровська область        | Еліф Полат Туреччина                     | Марія Мокрова Київ                      |
| 2021      | Анастасія Бризгіна Запорізька область         | Тетяна Кайсен Дніпропетровська область   | Олена Радюк-Кючук Донецька область      |
| 2022      | чемпіонат не проводився                       |                                          |                                         |
| 2023      | Тетяна Кайсен Дніпропетровська область        | Тетяна Мельник Київ                      | Анна Дорофєєва Вінницька область        |
| 2024      | Марія Буряк Київ                              | Тетяна Кайсен Дніпропетровська область   | Ірина Бутенко Київ                      |

### 400 метрів
| Чемпіонат | Золото                                   | Срібло                                     | Бронза                                        |
| --------- | ---------------------------------------- | ------------------------------------------ | --------------------------------------------- |
| 1992      |                                          | Людмила Ходасевич Дніпропетровська область | Алла Ковпак Миколаївська область              |
| 1993      | Олена Сторчова Київ                      | Людмила Кощей Рівненська область           |                                               |
| 1994      | Олена Насонкіна Харківська область       | Тетяна Маріна Дніпропетровська область     |                                               |
| 1995      | Тетяна Мовчан Київська область           |                                            |                                               |
| 1996      | Яна Мануйлова Київ                       | Галина Місірук Запорізька область          | Ольга Мороз Київська область                  |
| 1997      | Тетяна Мовчан Київська область           | Галина Місірук Запорізька область          | Ольга Мороз Київська область                  |
| 1998      | Галина Місірук Запорізька область        | Яна Мануйлова Київ                         | Тетяна Мовчан Київська область                |
| 1999      | Ольга Міщенко Донецька область           | Галина Місірук Запорізька область          | Олена Рурак Запорізька область                |
| 2000      | Ольга Міщенко Донецька область           | Наталія Макух Миколаївська область         | Тетяна Мовчан Київська область                |
| 2001      | Тетяна Мовчан Київська область           | Оксана Ілюшкіна Миколаївська область       | Наталія Журавльова Миколаївська область       |
| 2002      | Наталія Макух Миколаївська область       | Ольга Фоменко Запорізька область           | Оксана Ілюшкіна Миколаївська область          |
| 2003      | Антоніна Єфремова Донецька область       | Наталія Макух Миколаївська область         | Тетяна Дебела Дніпропетровська область        |
| 2004      | Наталія Пигида Київська область          | Наталія Макух Миколаївська область         | Оксана Ілюшкіна Миколаївська область          |
| 2005      | Наталія Пигида Київська область          | Оксана Ілюшкіна Миколаївська область       | Лілія Лобанова Київ                           |
| 2006      | Лілія Лобанова Київ                      | Оксана Щербак Полтавська область           | Анастасія Рабченюк Київ                       |
| 2007      | Ксенія Карандюк Київ                     | Олександра Пейчева Запорізька область      | Оксана Ілюшкіна Миколаївська область          |
| 2008      | Антоніна Єфремова Донецька область       | Наталія Пигида Київська область            | Ксенія Карандюк Київ                          |
| 2009      | Наталія Пигида Київська область          | Юлія Баралей Дніпропетровська область      | Дарина Приступа Донецька область              |
| 2010      | Антоніна Єфремова Донецька область       | Анна Тітімець Дніпропетровська область     | Дарина Приступа Донецька область              |
| 2011      | Дарина Приступа Донецька область         | Антоніна Єфремова Донецька область         | Наталія Лупу Чернівецька область              |
| 2012      | Наталія Пигида Київська область          | Єлізавета Бризгіна Луганська область       | Юлія Олішевська Черкаська область             |
| 2013      | Ольга Земляк Київ                        | Ксенія Карандюк Київська область           | Юлія Краснощок Київ                           |
| 2014      | Анна Рижикова Дніпропетровська область   | Христина Стуй Київ                         | Ксенія Карандюк Київська область              |
| 2015      | Наталія Пигида Київська область          | Юлія Олішевська Житомирська область        | Аліна Логвиненко Донецька область             |
| 2016      | Єлізавета Бризгіна Луганська область     | Анна Рижикова Дніпропетровська область     | Джойс Коба Вінницька область                  |
| 2017      | Ольга Бібік Київ                         | Ольга Ляхова Полтавська область            | Тетяна Мельник Київ                           |
| 2018      | Тетяна Мельник Київ                      | Анастасія Бризгіна Запорізька область      | Анна Рижикова Дніпропетровська область        |
| 2019      | Тетяна Мельник Київ                      | Анна Рижикова Дніпропетровська область     | Катерина Климюк (Карпюк) Запорізька область   |
| 2020      | Тетяна Мельник Київ                      | Наталія Пигида Київська область            | Тетяна Безшийко (Безкровна) Черкаська область |
| 2021      | Анна Рижикова Дніпропетровська область   | Анастасія Бризгіна Запорізька область      | Катерина Климюк (Карпюк) Запорізька область   |
| 2022      | чемпіонат не проводився                  |                                            |                                               |
| 2023      | Катерина Карпюк Запорізька область       | Анна Орлова Дніпропетровська область       | Наталія Пироженко-Чорномаз Київ               |
| 2024      | Тетяна Харащук Івано-Франківська область | Тетяна Мельник Київ                        | Тетяна Безкровна Черкаська область            |

### 800 метрів
| Чемпіонат | Золото                                           | Срібло                                           | Бронза                                              |
| --------- | ------------------------------------------------ | ------------------------------------------------ | --------------------------------------------------- |
| 1992      |                                                  |                                                  |                                                     |
| 1993      | Олена Сторчова Київ                              | Олена Завадська Донецька область                 | Лариса Семененко Миколаївська область               |
| 1994      | Олена Сторчова Київ                              | Олена Завадська Донецька область                 | Галина Місірук Запорізька область                   |
| 1995      | Олена Завадська Донецька область                 |                                                  |                                                     |
| 1996      | Олена Сторчова Київ                              | Олена Буженко Харківська область                 | Ольга Сидорова Запорізька область                   |
| 1997      | Олена Буженко Харківська область                 | Ірина Ліщинська Донецька область                 | Світлана Твердохліб Дніпропетровська область        |
| 1998      | Оксана Кочеткова (Ілюшкіна) Миколаївська область | Наталія Макух Миколаївська область               | Галина Місірук Запорізька область                   |
| 1999      | Юлія Кумпан Запорізька область                   | Ольга Нелюбова Запорізька область                | Оксана Кочеткова (Ілюшкіна) Миколаївська область    |
| 2000      | Галина Місірук Запорізька область                | Оксана Кочеткова (Ілюшкіна) Миколаївська область | Марина Макарова Донецька область                    |
| 2001      | Оксана Ілюшкіна Миколаївська область             | Оксана Мельцаєва Донецька область                | Юлія Кумпан Запорізька область                      |
| 2002      | Юлія Кумпан Запорізька область                   | Світлана Червань Тернопільська область           | Юлія Гуртовенко (Кревсун) Донецька область          |
| 2003      | Ірина Ліщинська Донецька область                 | Тетяна Петлюк Київ                               | Юлія Кревсун Донецька область                       |
| 2004      | Тетяна Петлюк Київ                               | Галина Місірук Запорізька область                | Юлія Кревсун Донецька область                       |
| 2005      | Тетяна Петлюк Київ                               | Олена Бондар Одеська область                     | Анжеліка Шевченко Донецька область                  |
| 2006      | Зоя Нестеренко (Гладун) Вінницька область        | Наталія Лупу Чернівецька область                 | Тамара Твердоступ Харківська область                |
| 2007      | Тетяна Петлюк Київ                               | Юлія Кревсун Донецька область                    | Зоя Гладун Вінницька область                        |
| 2008      | Тетяна Петлюк Київ                               | Зоя Гладун Вінницька область                     | Юлія Русанова Росія                                 |
| 2009      | Наталія Лупу Чернівецька область                 | Тамара Твердоступ Харківська область             | Зоя Гладун Дніпропетровська область                 |
| 2010      | Юлія Кревсун Донецька область                    | Наталія Лупу Чернівецька область                 | Тетяна Петлюк Київ                                  |
| 2011      | Тетяна Петлюк Київ                               | Лілія Лобанова Донецька область                  | Ольга Завгородня Чернігівська область               |
| 2012      | Наталія Лупу Чернівецька область                 | Олена Сідорська Хмельницька область              | Ольга Завгородня Чернігівська область               |
| 2013      | Наталія Лупу Чернівецька область                 | Ольга Ляхова Полтавська область                  | Анастасія Ткачук (Рємєнь) Івано-Франківська область |
| 2014      | Ольга Ляхова Полтавська область                  | Анастасія Ткачук (Рємєнь) Запорізька область     | Олеся Дідоводюк Закарпатська область                |
| 2015      | Наталія Лупу Чернівецька область                 | Анастасія Ткачук (Рємєнь) Запорізька область     | Олена Колесніченко Рівненська область               |
| 2016      | Юлія Дятлова Чернігівська область                | Лілія Лобанова Донецька область                  | Ольга Завгородня Чернігівська область               |
| 2017      | Анастасія Лебідь Дніпропетровська область        | Наталія Пироженко Донецька область               | Орися Дем'янюк Львівська область                    |
| 2018      | Ольга Ляхова Полтавська область                  | Наталія Пироженко Донецька область               | Юлія Чехівська Вінницька область                    |
| 2019      | Тетяна Петлюк Київ                               | Юлія Чехівська Вінницька область                 | Наталія Пироженко-Чорномаз Донецька область         |
| 2020      | Тетяна Петлюк Київ                               | Світлана Жульжик Рівненська область              | Анастасія Рємєнь Запорізька область                 |
| 2021      | Світлана Жульжик Рівненська область              | Анастасія Рємєнь Запорізька область              | Дар'я Вдовиченко Київська область                   |
| 2022      | чемпіонат не проводився                          |                                                  |                                                     |
| 2023      | Світлана Жульжик Рівненська область              | Дар'я Вдовиченко Київ                            | Оксана Долинчук Донецька область                    |
| 2024      | Юлія Григор'єва Львівська область                | Світлана Жульжик Рівненська область              | Дар'я Вдовиченко-Чепурна Київ                       |

### 1500 метрів
| Чемпіонат | Золото                                       | Срібло                                       | Бронза                                       |
| --------- | -------------------------------------------- | -------------------------------------------- | -------------------------------------------- |
| 1992      |                                              | Тетяна Біловол Одеська область               |                                              |
| 1993      | Світлана Мирошник Харківська область         | Тетяна Позднякова Вінницька область          | Віра Рагуліна Запорізька область             |
| 1994      | Тетяна Біловол Одеська область               | Світлана Мирошник Харківська область         | Олена Городничева Запорізька область         |
| 1995      | Ольга Сидорова (Нелюбова) Запорізька область | Алла Ковпак Миколаївська область             | Наталія Чернишова Харківська область         |
| 1996      |                                              | Ольга Сидорова (Нелюбова) Запорізька область |                                              |
| 1997      | Світлана Мирошник Харківська область         | Наталія Іванова Харківська область           | Олена Городничева Запорізька область         |
| 1998      | Олена Городничева Запорізька область         | Тетяна Купинська Тернопільська область       | Ольга Нелюбова Запорізька область            |
| 1999      | Олена Городничева Запорізька область         | Наталія Іванова Рівненська область           | Тетяна Кривобок Донецька область             |
| 2000      | Марина Дуброва Київ                          | Юлія Кумпан Запорізька область               | Ольга Нелюбова Запорізька область            |
| 2001      | Олена Фадєєва Київ                           | Юлія Кумпан Запорізька область               | Наталія Сидоренко (Тобіас) Донецька область  |
| 2002      | Тетяна Кривобок Донецька область             | Наталія Сидоренко (Тобіас) Донецька область  | Оксана Мельцаєва Донецька область            |
| 2003      | Ірина Ліщинська Донецька область             | Неля Непорадна Івано-Франківська область     | Олена Фадєєва Київ                           |
| 2004      | Наталія Тобіас Донецька область              | Неля Непорадна Івано-Франківська область     | Анна Міщенко Київ                            |
| 2005      | Тетяна Головченко Сумська область            | Ірина Ліщинська Донецька область             | Анна Міщенко Харківська область              |
| 2006      | Ірина Ліщинська Донецька область             | Наталія Тобіас Донецька область              | Тетяна Головченко Сумська область            |
| 2007      | Анна Міщенко Харківська область              | Ірина Кушнір Львівська область               | Ганна Пелих Запорізька область               |
| 2008      | Наталія Тобіас Донецька область              | Тетяна Петлюк Київ                           | Анна Міщенко Харківська область              |
| 2009      | Тетяна Петлюк Київ                           | Анна Міщенко Харківська область              | Ольга Єкименко Сумська область               |
| 2010      | Тамара Твердоступ Харківська область         | Юлія Кутах Донецька область                  | Ольга Єкименко Сумська область               |
| 2011      | Наталія Тобіас Донецька область              | Анжеліка Шевченко Луганська область          | Тамара Твердоступ Харківська область         |
| 2012      | Тетяна Петлюк Київ                           | Вікторія Погорєльська Харківська область     | Наталія Батрак Харківська область            |
| 2013      | Наталія Прищепа (Кроль) Рівненська область   | Марія Шаталова АР Крим                       | Наталія Батрак Харківська область            |
| 2014      | Марія Шаталова АР Крим                       | Ольга Єкименко Донецька область              | Ганна Дункан АР Крим                         |
| 2015      | Юлія Кутах Донецька область                  | Наталія Тобіас Донецька область              | Марія Шаталова Житомирська область           |
| 2016      | Марія Шаталова Житомирська область           | Олена Сідорська Донецька область             | Анастасія Ткачук (Рємєнь) Запорізька область |
| 2017      | Анастасія Ткачук (Рємєнь) Запорізька область | Олена Сідорська Донецька область             | Марія Шаталова Житомирська область           |
| 2018      | Орися Дем'янюк Львівська область             | Юлія Мороз Київська область                  | Юлія Дятлова Чернігівська область            |
| 2019      | Орися Дем'янюк Львівська область             | Вікторія Шкурко Київська область             | Людмила Даниліна Київська область            |
| 2020      | Орися Дем'янюк Львівська область             | Тетяна Петлюк Київ                           | Вікторія Ковба Київ                          |
| 2021      | Орися Дем'янюк Львівська область             | Бурджу Субатан Туреччина                     | Анастасія Прокудіна Херсонська область       |
| 2022      | чемпіонат не проводився                      |                                              |                                              |
| 2023      | Наталія Кроль Рівненська область             | Уляна Рачинська Львівська область            | Вікторія Шкурко Київська область             |
| 2024      | Уляна Рачинська Львівська область            | Тетяна Чорновол Київ                         | Анжеліка Бондар Київ                         |

### 3000 метрів
| Чемпіонат | Золото                                   | Срібло                                     | Бронза                                      |
| --------- | ---------------------------------------- | ------------------------------------------ | ------------------------------------------- |
| 1992      |                                          | Тетяна Біловол Одеська область             | Ольга Стефанішина Тернопільська область     |
| 1993      | Тетяна Позднякова Вінницька область      | Зоя Казновська Запорізька область          | Світлана Мирошник Харківська область        |
| 1994      | Зоя Казновська Запорізька область        | Віра Рагуліна Запорізька область           | Наталія Воробйова АР Крим                   |
| 1995      | Віра Рагуліна Запорізька область         | Оксана Когут Вінницька область             | Тетяна Кривобок Донецька область            |
| 1996      | Олена Сторчова Київ                      | Юлія Голобородько Дніпропетровська область | Ніна Коврижкіна АР Крим                     |
| 1997      | Світлана Мирошник Харківська область     | Наталія Якимович Волинська область         | Юлія Голобородько Донецька область          |
| 1998      | Олена Городничева Запорізька область     | Тетяна Гладир Миколаївська область         | Світлана Нехорош Донецька область           |
| 1999      | Зоя Казновська Запорізька область        | Тетяна Гладир Миколаївська область         | Світлана Нехорош Донецька область           |
| 2000      | Наталія Іванова Харківська область       | Марина Дуброва Київ                        | Тетяна Гладир Миколаївська область          |
| 2001      | Марина Дуброва Київ                      | Тетяна Гладир Миколаївська область         | Олена Фадєєва Київ                          |
| 2002      | Тетяна Кривобок Донецька область         | Оксана Мельцаєва Донецька область          | Наталія Сидоренко (Тобіас) Донецька область |
| 2003      | Наталія Тобіас Донецька область          | Тетяна Головченко Київська область         | Оксана Мельцаєва Донецька область           |
| 2004      | Марина Дуброва Київ                      | Наталія Тобіас Донецька область            | Світлана Нехорош Донецька область           |
| 2005      | Тетяна Головченко Сумська область        | Марина Дуброва Київ                        | Анна Міщенко Харківська область             |
| 2006      | Тетяна Кривобок Донецька область         | Тетяна Головченко Сумська область          | Валерія Мара АР Крим                        |
| 2007      | Анна Міщенко Харківська область          | Тетяна Мезенцева Донецька область          | Олена Сердюк Харківська область             |
| 2008      | Тетяна Головченко Сумська область        | Олена Сердюк Харківська область            | Валерія Мара АР Крим                        |
| 2009      | Тетяна Головченко Сумська область        | Маргарита Лучиніна АР Крим                 | Валерія Мара АР Крим                        |
| 2010      | Тетяна Головченко Сумська область        | Маргарита Лучиніна АР Крим                 | Олена Сердюк Харківська область             |
| 2011      | Наталія Тобіас Донецька область          | Світлана Шмідт Донецька область            | Анна Міщенко Харківська область             |
| 2012      | Світлана Шмідт Донецька область          | Наталія Тобіас Донецька область            | Анна Міщенко Харківська область             |
| 2013      | Юлія Кутах Донецька область              | Марія Шаталова АР Крим                     | Олена Сердюк Харківська область             |
| 2014      | Вікторія Погорєльська Харківська область | Тетяна Джурко Харківська область           | Марія Ходаківська Київська область          |
| 2015      | Марія Шаталова Житомирська область       | Наталія Тобіас Донецька область            | Юлія Кутах Донецька область                 |
| 2016      | Марія Шаталова Житомирська область       | Олеся Дідоводюк Закарпатська область       | Юлія Кутах Донецька область                 |
| 2017      | Вікторія Хапіліна Рівненська область     | Марія Шаталова Житомирська область         | Наталія Стребкова Тернопільська область     |
| 2018      | Вікторія Шкурко Київська область         | Марія Мазуренко Київська область           | Любов Суховірська Хмельницька область       |
| 2019      | Ольга Ляхова Полтавська область          | Юлія Мороз Київська область                | Вікторія Шкурко Київська область            |
| 2020      | Наталія Стребкова Тернопільська область  | Юлія Мороз Київська область                | Фатма Арік Туреччина                        |
| 2021      | Наталія Стребкова Тернопільська область  | Вікторія Шкурко Київська область           | Валентина Кілярська Миколаївська область    |
| 2022      | чемпіонат не проводився                  |                                            |                                             |
| 2023      | Наталія Стребкова Тернопільська область  | Вікторія Шкурко Київська область           | Євгенія Прокоф'єва Київ                     |
| 2024      | Вікторія Шкурко Київська область         | Ірина Городиська Київ                      | Тетяна Чорновол Київ                        |

### 60 метрів з бар'єрами
| Чемпіонат | Золото                                | Срібло                                           | Бронза                                      |
| --------- | ------------------------------------- | ------------------------------------------------ | ------------------------------------------- |
| 1992      | Наталія Григор'єва Харківська область |                                                  |                                             |
| 1993      | Олена Політика Харківська область     | Наталія Колованова Харківська область            | Тетяна Саблева Харківська область           |
| 1994      | Надія Бодрова Харківська область      | Олена Овчарова Київ                              |                                             |
| 1995      | Альона Сухорученко Харківська область |                                                  | Олена Овчарова Київ                         |
| 1996      |                                       | Оксана Кучма Харківська область                  | Марія Стратіус Харківська область           |
| 1997      | Наталія Григор'єва Харківська область | Олена Красовська Київ                            | Ірина Ленська Львівська область             |
| 1998      | Майя Шемчишена Одеська область        | Тетяна Дебела Київ                               | Ганна Асмолова Харківська область           |
| 1999      | Надія Бодрова Харківська область      | Майя Шемчишена Одеська область                   | Ірина Ленська Львівська область             |
| 2000      | Олена Красовська Київ                 | Надія Бодрова Харківська область                 | Майя Шемчишена Харківська область           |
| 2001      | Олена Красовська Київ                 | Майя Шемчишена Харківська область                | Оксана Кучма Харківська область             |
| 2002      | Тетяна Ладовська Київська область     | Марина Брюхач Харківська область                 | Майя Шемчишена Рівненська область           |
| 2003      | Тетяна Ладовська Київська область     | Євгенія Снігур Харківська область                | Людмила Щербина Одеська область             |
| 2004      | Тетяна Ладовська Київська область     | Марина Брезгіна Харківська область               | Євгенія Снігур Харківська область           |
| 2005      | Євгенія Снігур Харківська область     | Людмила Щербина Одеська область                  | Оксана Кузьмінок-Романюк Харківська область |
| 2006      | Євгенія Снігур Харківська область     | Олена Ястребова Донецька область                 | Людмила Блонська Київська область           |
| 2007      | Наталія Забродська Одеська область    | Олена Ястребова Донецька область                 | Анна Плотіцина Харківська область           |
| 2008      | Євгенія Снігур Харківська область     | Людмила Блонська АР Крим                         | Анна Плотіцина Харківська область           |
| 2009      | Анна Плотіцина Харківська область     | Тетяна Пащина Черкаська область                  | Ганна Бабич Київська область                |
| 2010      | Євгенія Снігур Харківська область     | Ганна Бабич Київська область                     | Наталія Забродська Одеська область          |
| 2011      | Катерина Поплавська Білорусь          | Олена Яновська Волинська область                 | Людмила Йосипенко Київська область          |
| 2012      | Анна Плотіцина Харківська область     | Ганна Бабич Київська область                     | Людмила Щербина Одеська область             |
| 2013      | Анна Плотіцина Харківська область     | Ганна Мельниченко (Касьянова) Запорізька область | Олена Яновська Вінницька область            |
| 2014      | Анна Плотіцина Харківська область     | Ганна Мельниченко (Касьянова) Запорізька область | Олена Яновська Вінницька область            |
| 2015      | Анна Плотіцина Харківська область     | Олена Яновська Вінницька область                 | Оксана Шкурат Сумська область               |
| 2016      | Анна Плотіцина Харківська область     | Юлія Должкова Дніпропетровська область           | Ганна Касьянова Запорізька область          |
| 2017      | Анна Плотіцина Харківська область     | Олена Яновська Вінницька область                 | Ганна Чубковцова Київ                       |
| 2018      | Анна Плотіцина Київ                   | Наталія Ручківська Київ                          | Ганна Чубковцова Київ                       |
| 2019      | Анна Плотіцина Київська область       | Ганна Чубковцова Київ                            | Наталія Ручківська Київ                     |
| 2020      | Анна Плотіцина Київська область       | Ганна Чубковцова Київ                            | Наталія Юрчук Київ                          |
| 2021      | Анна Плотіцина Київська область       | Ганна Чубковцова Київ                            | Юлія Должкова Київ                          |
| 2022      | чемпіонат не проводився               |                                                  |                                             |
| 2023      | Анна Плотіцина Київська область       | Наталія Юрчук Рівненська область                 | Ганна Чубковцова Київ                       |
| 2024      | Анна Плотіцина Київська область       | Наталія Юрчук Рівненська область                 | Кристина Юрчук Донецька область             |

### 3000 метрів з перешкодами
| Чемпіонат | Золото                                    | Срібло                                  | Бронза                                      |
| --------- | ----------------------------------------- | --------------------------------------- | ------------------------------------------- |
| 2005      | Валерія Мара АР Крим                      | Інна Лебедєва Київ                      | Юлія Ігнатова Одеська область               |
| 2006      | Валерія Мара АР Крим                      | Юлія Ігнатова Одеська область           | Оксана Ілютчик Херсонська область           |
| 2007      | Наталія Тобіас Донецька область           | Юлія Ігнатова Одеська область           | Валентина Горпинич (Жудіна) Одеська область |
| 2008      | Валерія Мара АР Крим                      | Юлія Ігнатова Одеська область           | Ольга Календарьова Вінницька область        |
| 2009      | Валерія Мара АР Крим                      | Анна Пєшкова Одеська область            | Марія Шаталова АР Крим                      |
| 2010      | Марія Шаталова АР Крим                    | Марія Павлишин Тернопільська область    | Тетяна Біловол Миколаївська область         |
| 2011      | Оксана Дідан Миколаївська область         | Тамара Полупан Дніпропетровська область | Ганна Печко Дніпропетровська область        |
| 2012      | Валентина Жудіна Одеська область          | Оксана Дідан Миколаївська область       | Юлія Кухар Львівська область                |
| 2013      | Валентина Жудіна Одеська область          | Валерія Мара АР Крим                    | Оксана Райта Львівська область              |
| 2014      | Вікторія Калюжна Дніпропетровська область | Оксана Райта Львівська область          | Юлія Кухар Львівська область                |
| 2015      | Євгенія Прокоф'єва Київ                   | Оксана Райта Львівська область          | Ганна Печко Дніпропетровська область        |
| 2016      | Наталія Стребкова Тернопільська область   | Оксана Райта Львівська область          | Ганна Печко Дніпропетровська область        |
| 2017      | Оксана Райта Львівська область            | Ганна Печко Дніпропетровська область    | Ірина Племянник Львівська область           |
| 2018      | Ганна Печко Дніпропетровська область      | Вікторія Федчик Рівненська область      | Ганна Жмурко Чернігівська область           |
| 2019      | Ярослава Ястреб Київська область          | Вікторія Дуткевич Львівська область     | Любов Север'янова Харківська область        |
| 2020      | Оксана Райта Львівська область            | Ярослава Ястреб Київська область        | Ганна Жмурко Чернігівська область           |
| 2021      | Ганна Жмурко Чернігівська область         | Олена Босова Київ                       | Катерина Онісімова Дніпропетровська область |
| 2022      | чемпіонат не проводився                   |                                         |                                             |
| 2023      | Богдана Семьонова Донецька область        | Олена Коваль Житомирська область        | Анна Шустова Київ                           |
| 2024      | Ганна Жмурко Чернігівська область         | Вікторія Дуткевич Львівська область     | Катерина Комар Рівненська область           |

### 4×400 метрів
| Чемпіонат | Золото                                                                                          | Срібло                                                                               | Бронза                                                                                  |
| --------- | ----------------------------------------------------------------------------------------------- | ------------------------------------------------------------------------------------ | --------------------------------------------------------------------------------------- |
| 1992-1996 | дисципліна не входила до програми чемпіонатів                                                   |                                                                                      |                                                                                         |
| 1997      | Донецька областьМарина Макарова Ірина Ліщинська Наталія Волинець Ольга Міщенко                  | Харківська областьЄвгенія Савіна Наталія Мауріна Зоя Мауріна Олена Буженко           | Запорізька областьГалина Місірук Юлія Кумпан Світлана Романовська Ольга Фоменко         |
| 1998-2004 | дисципліна не входила до програми чемпіонатів                                                   |                                                                                      |                                                                                         |
| 2005      | Запорізька областьОлександра Пейчева Ганна Пелих Анастасія Топузлієва Юлія Чуєшкова             | Львівська областьМирослава Ванько Галина Гарас Наталія Лебедюк Наталія Солдак        | Вінницька областьКатерина Бондарчук Олена Гладка Ірина Кочубейник Зоя Нестеренко        |
| 2006      | Донецька областьЮлія Жидкова Вікторія Бутко Анна Медвецька Ганна Бєланова                       | Київська областьНаталія Пигида Альона Андрухова Олена Зайцева Юлія Глиняна           | КиївОксана Шуліка Людмила Лут Юлія Краснощок Ксенія Карандюк                            |
| 2007      | дисципліна не входила до програми чемпіонату                                                    |                                                                                      |                                                                                         |
| 2008      | КиївКсенія Карандюк Лілія Лобанова Анастасія Рабченюк Юлія Краснощок                            | Харківська областьНіна Дегтярьова Юлія Ірхіна Олександра Рижкова Марина Білаш        | Донецька областьВікторія Бутко Анжеліка Шевченко Юлія Кревсун Дарина Приступа           |
| 2009      | Дніпропетровська областьЮлія Баралей Анастасія Рабченюк Зоя Гладун Анна Ярощук (Рижикова)       | Донецька областьВікторія Бутко Ганна Бєланова Дарина Приступа Аліна Логвиненко       | Запорізька областьАльона Маротчак Юлія Ірхіна Олександра Пейчева Яна Корнута            |
| 2010      | Донецька областьЛілія Лобанова Антоніна Єфремова Дарина Приступа Аліна Логвиненко               | Черкаська областьІнна Сомик Юлія Олішевська Юлія Синяченко Сніжана Лашкул            | Київська областьІнна Ахкозова Віта Мєзева Олена Андрухова Катерина Балясникова          |
| 2011      | Київська областьКсенія Карандюк Ольга Ляхова Катерина Балясникова Тетяна Шевченко               | Дніпропетровська областьГанна Шершньова Олена Жушман Ірина Головченко Оксана Волосюк | Черкаська областьМар'яна Вареник Сніжана Лашкул Олена Продан Юлія Олішевська            |
| 2012      | Донецька областьЛюдмила Потапенко Дарина Приступа Юлія Кревсун Аліна Логвиненко                 | Дніпропетровська областьЮлія Баралей Олена Жушман Анастасія Лебідь Ірина Головченко  | Черкаська областьСвітлана Сіньова Валерія Монастирецька Юлія Синяченко Юлія Олішевська  |
| 2013      | Донецька областьВікторія Ткачук Дарина Приступа Марія Шмідова Вікторія Кащеєва                  | Рівненська областьОльга Земляк Олена Колесніченко Катерина Климюк Наталія Прищепа    | Київська областьАльона Маротчак Тетяна Шевченко Ксенія Карандюк Юлія Мороз              |
| 2014      | Дніпропетровська областьАнна Рижикова Анастасія Лебідь Тетяна Компанієць Юлія Баралей           | КиївЮлія Краснощок Христина Стуй Анастасія Рабченюк Вікторія Ніколенко               | Київська областьАльона Маротчак Катерина Балясникова Іванна Аврамчук Ксенія Карандюк    |
| 2015      | Донецька областьАліна Логвиненко Дарина Приступа Вікторія Ткачук Вікторія Кащеєва               | КиївТетяна Мельник Ольга Бібік Оксана Никоряк Оксана Ралько                          | Вінницька областьНаталія Березюк Юлія Чехівська Ольга Босак Олена Колесніченко          |
| 2016      | Запорізька областьАнастасія Ткачук Олена Жушман Ольга Борисенко Анастасія Бризгіна              | Вінницька областьІнна Ковтун Джойс Коба Ольга Босак Наталія Березюк                  | Донецька областьДарина Приступа Ольга Ляхова Аліна Логвиненко Вікторія Кащеєва          |
| 2017      | Вінницька областьДжойс Коба Марія Черкас Юлія Чехівська Олена Колесніченко                      | Донецька областьАліна Логвиненко Вікторія Ткачук Олена Сідорська Наталія Пироженко   | Дніпропетровська областьАнастасія Лебідь Соломія Куприч Дарія Ставнича Юлія Шаповал     |
| 2018      | Донецька областьМарія Миколенко (Позднякова) Аліна Логвиненко Наталія Пироженко Вікторія Ткачук | Вінницька областьДжойс Коба Марія Черкас Юлія Чехівська Олена Колесниченко           | Київська областьОлександра Сидор Анастасія Ковальова Юлія Мороз Іванна Аврамчук         |
| 2019      | Донецька областьАнастасія Голєнєва Марія Миколенко (Позднякова) Олена Радюк Аліна Логвиненко    | Вінницька областьЮлія Чехівська Тетяна Дорошенко Інна Ковтун Олена Колесніченко      | Дніпропетровська областьЮлія Шаповал Вікторія Гринько Вікторія Кочмарик Дарина Ставнича |
| 2020      | Донецька областьОлена Радюк Аліна Логвиненко Марія Миколенко (Позднякова) Лілія Лобанова        | Дніпропетровська областьЮлія Шаповал Дарія Ставнича Вікторія Гринько Анна Орлова     | Черкаська областьЄкатерина Артеменко Тетяна Безшийко Олена Вакуленко Вікторія Ніколенко |
| 2021      | Донецька областьМарія Миколенко (Позднякова) Аліна Логвиненко Олена Радюк-Кючук Вікторія Ткачук | КиївМарія Мокрова Іванна Аврамчук Владислава Шевченко Наталія Пироженко-Чорномаз     | Вінницька областьІнна Ковтун Тетяна Дорошенко Юлія Чехівська Марія Черкас               |
| 2022      | чемпіонат не проводився                                                                         |                                                                                      |                                                                                         |
| 2023      | КиївТетяна Мельник Поліна Науменко Дар'я Вдовиченко Наталія Пироженко-Чорномаз                  | Вінницька областьНаталія Бесідовська Анастасія Іванова Анна Дорофєєва Марія Черкас   | Дніпропетровська областьМарія Тимошенко Евеліна Заїка Єлизавета Кобелєва Анна Орлова    |
| 2024      | Вінницька областьНаталія Бесідовська Анастасія Іванова Анна Дорофєєва Марія Черкас              | Донецька областьОксана Долинчук Дар'я Дубенець Марія Позднякова Валентина Демченко   | КиївХристина Кузьменко Поліна Науменко Анжеліка Бондар Дар'я Вдовиченко                 |

### Стрибки у висоту
| Чемпіонат | Золото                                    | Срібло                                | Бронза                                              |
| --------- | ----------------------------------------- | ------------------------------------- | --------------------------------------------------- |
| 1992      |                                           | Лариса Серебрянська Донецька область  |                                                     |
| 1993      | Лариса Григоренко Київ                    | Лариса Серебрянська Донецька область  | Тетяна Грицачук Київ                                |
| 1994      | Лариса Григоренко Київ                    | Віта Стьопіна Запорізька область      | Тетяна Ніколаєва (Щуренко) Дніпропетровська область |
| 1995      |                                           |                                       |                                                     |
| 1996      | Ірина Михальченко Миколаївська область    |                                       |                                                     |
| 1997      | Ірина Михальченко Київ                    | Тетяна Ніколаєва (Щуренко) Київ       | Світлана Богомаз Харківська область                 |
| 1998      | Ірина Михальченко Київ                    | Віта Стьопіна Запорізька область      | Тетяна Ніколаєва (Щуренко) Запорізька область       |
| 1999      | Ірина Михальченко Київ                    | Віта Паламар Київ                     | Тетяна Ніколаєва (Щуренко) Київ                     |
| 2000      | Віта Паламар Київ                         | Віта Стьопіна Запорізька область      | Ірина Михальченко Київ                              |
| 2001      | Віта Паламар Київ                         | Ірина Михальченко Київ                | Оксана Зубковська Київська область                  |
| 2002      | Олена Холоша Черкаська область            | Віта Стьопіна Запорізька область      | Інна Глізнуца Молдова                               |
| 2003      | Інга Бабакова Миколаївська область        | Олена Холоша Черкаська область        | Віта Стьопіна Миколаївська область                  |
| 2004      | Віта Стьопіна Миколаївська область        | Віта Паламар Київ                     | Ірина Михальченко Київ                              |
| 2005      | Віта Стьопіна Миколаївська область        | Віта Паламар Київ                     | Олена Холоша Миколаївська область                   |
| 2006      | Ірина Михальченко Київ                    | Ірина Коваленко Київська область      | Олена Холоша Миколаївська область                   |
| 2007      | Ірина Коваленко Київська область          | Віта Паламар Запорізька область       | Вікторія Добринська Вінницька область               |
| 2008      | Олена Холоша Миколаївська область         | Олена Демидова Миколаївська область   | Олена Моток Чернівецька область                     |
| 2009      | Наталія Гапчук Житомирська область        | Олена Демидова Миколаївська область   | Ірина Коваленко Київська область                    |
| 2010      | Олена Демидова Миколаївська область       | Ірина Коваленко Запорізька область    | Наталія Гапчук Житомирська область                  |
| 2011      | Оксана Окунєва Миколаївська область       | Вікторія Добринська Вінницька область | Єлізавета Гладкова Харківська область               |
| 2012      | Віта Стьопіна Миколаївська область        | Оксана Окунєва Миколаївська область   | Олена Холоша Миколаївська область                   |
| 2013      | Олена Холоша Миколаївська область         | Ірина Геращенко Київ                  | Вікторія Добринська Вінницька область               |
| 2014      | Ірина Геращенко Київ                      | Оксана Окунєва Миколаївська область   | Олена Холоша Миколаївська область                   |
| 2015      | Оксана Окунєва Миколаївська область       | Ірина Геращенко Київ                  | Юлія Левченко Київ                                  |
| 2016      | Оксана Окунєва Миколаївська область       | Юлія Чумаченко Миколаївська область   | Дар'я Кучіна Херсонська область                     |
| 2017      | Оксана Окунєва Миколаївська область       | Юлія Чумаченко Миколаївська область   | Юлія Левченко Київ                                  |
| 2018      | Юлія Левченко Київ                        | Юлія Чумаченко Миколаївська область   | Ірина Геращенко Київ                                |
| 2019      | Юлія Левченко Київ                        | Ірина Геращенко Київ                  | Катерина Табашник Харківська область                |
| 2020      | Ярослава Магучіх Дніпропетровська область | Ірина Геращенко Київ                  | Юлія Чумаченко Донецька область                     |
| 2021      | Ярослава Магучіх Дніпропетровська область | Юлія Левченко Київ                    | Ірина Геращенко Київ                                |
| 2022      | чемпіонат не проводився                   |                                       |                                                     |
| 2023      | Юлія Левченко Київ                        | Катерина Табашник Харківська область  | Ірина Геращенко Київ                                |
| 2024      | Юлія Левченко Київ                        | Юлія Чумаченко Донецька область       | Лілія Клінцова Харківська область                   |

### Стрибки з жердиною
| Чемпіонат | Золото                                        | Срібло                                                                                           | Бронза                                                              |
| --------- | --------------------------------------------- | ------------------------------------------------------------------------------------------------ | ------------------------------------------------------------------- |
| 1996      | Анжела Балахонова Київ                        |                                                                                                  |                                                                     |
| 1997      | Наталія Калініченко Київ                      | Лариса Тетерюк (Нечепорук) Київська область                                                      | Євгенія Савіна Харківська область                                   |
| 1998      | Наталія Калініченко Харківська область        | Людмила Приходько Донецька область                                                               | Євгенія Савіна Харківська область                                   |
| 1999      | Євгенія Савіна Харківська область             | Олександра Виборнова Миколаївська область                                                        | Людмила Приходько Донецька область                                  |
| 2000      | Людмила Вайленко (Приходько) Донецька область | Євгенія Савіна Харківська область                                                                | Олена Чикачкова Донецька область                                    |
| 2001      | Наталія Кущ Донецька область                  | Юлія Куркудим Одеська область                                                                    | Наталія Калініченко Київ                                            |
| 2002      | Наталія Кущ (Мазурик) Донецька область        | Олена Чикачкова Донецька область                                                                 | Юлія Куркудим Одеська областьЄвгенія Савіна Харківська область      |
| 2003      | Наталія Кущ (Мазурик) Донецька область        | Людмила Вайленко (Приходько) Донецька область                                                    | Євгенія Коткова (Савіна) Донецька область                           |
| 2004      | Наталія Кущ (Мазурик) Донецька область        | Анжела Балахонова Київ                                                                           | Людмила Вайленко (Приходько) Донецька область                       |
| 2005      | Юлія Куркудим Одеська область                 | Олена Чикачкова Донецька область                                                                 | Катерина Баркова Донецька область                                   |
| 2006      | Наталія Кущ (Мазурик) Донецька область        | Людмила Вайленко (Приходько) Донецька область                                                    | Олена Чикачкова Донецька область                                    |
| 2007      | Наталія Мазурик Донецька область              | Людмила Вайленко (Приходько) Донецька область                                                    | Наталія Соловйова Донецька область                                  |
| 2008      | Наталія Соловйова Донецька область            | Алевтина Руєва Дніпропетровська область                                                          | Євгенія Полушкіна Донецька областьКатерина Козлова Донецька область |
| 2009      | Алевтина Руєва Дніпропетровська область       | Ганна Шелех Донецька областьКатерина Козлова Донецька областьТетяна Гапішко Миколаївська область | не вручалась                                                        |
| 2010      | Ксенія Черткошвілі Донецька область           | Тетяна Гапішко Миколаївська область                                                              | Алевтина Руєва Дніпропетровська область                             |
| 2011      | Ксенія Черткошвілі Донецька область           | Алевтина Руєва Дніпропетровська область                                                          | Катерина Козлова Донецька область                                   |
| 2012      | Алевтина Руєва Дніпропетровська область       | Тетяна Гапішко Київська область                                                                  | Ксенія Черткошвілі Донецька область                                 |
| 2013      | Ксенія Черткошвілі Донецька область           | Маргарита Кривко Одеська область                                                                 | Катерина Козлова Донецька область                                   |
| 2014      | Аліна Лесик Миколаївська область              | Катерина Козлова Донецька область                                                                | Маргарита Кривко Одеська область                                    |
| 2015      | Марина Килипко Харківська область             | Ольга Зюзіна Київська область                                                                    | Тетяна Гапішко Київська область                                     |
| 2016      | Яна Гладійчук Київ                            | Тетяна Гапішко Київська область                                                                  | Ганна Шелех Донецька область                                        |
| 2017      | Марина Килипко Харківська область             | Яна Гладійчук Київ                                                                               | Юлія Максименко Дніпропетровська область                            |
| 2018      | Марина Килипко Харківська область             | Яна Гладійчук Київ                                                                               | Юлія Максименко Дніпропетровська область                            |
| 2019      | Марина Килипко Харківська область             | Яна Гладійчук Київ                                                                               | Юлія Максименко Дніпропетровська область                            |
| 2020      | Яна Гладійчук Київ                            | Бусра Пексірін Туреччина                                                                         | Юлія Козуб Миколаївська область                                     |
| 2021      | Яна Гладійчук Київ                            | Марина Килипко Харківська область                                                                | Бусе Аріказан Туреччина                                             |
| 2022      | чемпіонат не проводився                       |                                                                                                  |                                                                     |
| 2023      | Анна Дудніченко Київ                          | Тетяна Гамора Харківська область                                                                 | Ольга Лапузова Харківська область                                   |
| 2024      | Юлія Козуб Миколаївська область               | Тетяна Гамора Харківська область                                                                 | Ольга Лапузова Харківська область                                   |

### Стрибки у довжину
| Чемпіонат | Золото                                            | Срібло                                            | Бронза                                            |
| --------- | ------------------------------------------------- | ------------------------------------------------- | ------------------------------------------------- |
| 1992      |                                                   |                                                   | Олена Семираз Тернопільська область               |
| 1993      | Вікторія Вершиніна Київська область               | Алла Нечипорець Рівненська область                | Жанна Будиловська Волинська область               |
| 1994      | Вікторія Вершиніна Київська область               | Лариса Бережна Київська область                   | Іоланта Хропач Харківська область                 |
| 1995      | Вікторія Вершиніна Київська область               |                                                   |                                                   |
| 1996      | Олена Шеховцова Київ                              |                                                   |                                                   |
| 1997      | Олена Хлопотнова Харківська область               | Іоланта Хропач Київ                               | Лариса Бережна Київська область                   |
| 1998      | Олена Хлопотнова Харківська область               | Олена Шеховцова Київ                              | Вікторія Вершиніна Київська область               |
| 1999      | Олена Шеховцова Київ                              | Вікторія Вершиніна Київська область               | Олена Овчарова (Красовська) Київ                  |
| 2000      | Вікторія Вершиніна Київська область               | Олена Шеховцова Київ                              | Тетяна Котова Дніпропетровська область            |
| 2001      | Олена Шеховцова Київ                              | Вікторія Вершиніна Київська область               | Євгенія Ставчанська Чернівецька область           |
| 2002      | Юлія Акуленко Дніпропетровська область            | Олександра Шишлюк (Стаднюк) Черкаська область     | Олена Шеховцова Київ                              |
| 2003      | Інеса Кравець Київ                                | Вікторія Вершиніна Київ                           | Олена Шеховцова Київ                              |
| 2004      | Олена Шеховцова Київ                              | Катерина Чернявська Харківська область            | Ганна Демидова Миколаївська область               |
| 2005      | Вікторія Молчанова Харківська область             | Олександра Шишлюк (Стаднюк) Черкаська область     | Катерина Чернявська Харківська область            |
| 2006      | Вікторія Молчанова Харківська область             | Олександра Стаднюк Черкаська область              | Оксана Зубковська Київська область                |
| 2007      | Вікторія Рибалко Запорізька область               | Олександра Стаднюк Черкаська область              | Наталія Сорокіна Вінницька область                |
| 2008      | Олександра Стаднюк Черкаська область              | Людмила Блонська АР Крим                          | Вікторія Рибалко Запорізька область               |
| 2009      | Вікторія Молчанова Харківська область             | Вікторія Рибалко Запорізька область               | Олександра Стаднюк Черкаська область              |
| 2010      | Вікторія Рибалко Запорізька область               | Вікторія Молчанова Харківська область             | Ольга Борисенко Запорізька область                |
| 2011      | Вікторія Молчанова Харківська область             | Дар'я Піжанкова Харківська область                | Олександра Стаднюк Черкаська область              |
| 2012      | Інна Ахкозова Київська область                    | Вікторія Молчанова Харківська область             | Анна Венгрус Харківська область                   |
| 2013      | Вікторія Молчанова Харківська область             | Ганна Мельниченко (Касьянова) Запорізька область  | Анна Венгрус Харківська область                   |
| 2014      | Анна Венгрус Харківська область                   | Ірина Ніколаєва Черкаська область                 | Маргарита Твердохліб Донецька область             |
| 2015      | Марина Бех Хмельницька область                    | Ілона Кириченко Черкаська область                 | Крістіна Гришутіна Київ                           |
| 2016      | Анна Венгрус Харківська область                   | Анна Луньова Харківська область                   | Оксана Мартинова (Малогловець) Харківська область |
| 2017      | Марина Бех Хмельницька область                    | Анна Венгрус Харківська область                   | Аліна Шух Київська область                        |
| 2018      | Марина Бех Хмельницька область                    | Крістіна Гришутіна Київ                           | Анастасія Черемісіна Київська область             |
| 2019      | Марина Бех-Романчук Хмельницька область           | Юлія Фірсова Київ                                 | Оксана Мартинова (Малогловець) Харківська область |
| 2020      | Оксана Мартинова (Малогловець) Харківська область | Юлія Фірсова Київ                                 | Дар'я Діханова Харківська область                 |
| 2021      | Марина Бех-Романчук Хмельницька область           | Оксана Мартинова (Малогловець) Харківська область | Ірина Нерубальщик Харківська область              |
| 2022      | чемпіонат не проводився                           |                                                   |                                                   |
| 2023      | Ірина Нерубальщик Харківська область              | Оксана Мартинова (Малогловець) Харківська область | Дар'я Діханова Харківська область                 |
| 2024      | Оксана Малогловець Харківська область             | Світлана Бойчук Київ                              | Аліна Лістунова Львівська область                 |

### Потрійний стрибок
| Чемпіонат | Золото                                        | Срібло                                  | Бронза                                        |
| --------- | --------------------------------------------- | --------------------------------------- | --------------------------------------------- |
| 1992      | Олена Семираз Тернопільська область           |                                         |                                               |
| 1993      | Ірина Бабакова Київська область               | Олена Говорова Одеська область          | Т. Тіхая Молдова                              |
| 1994      | Вікторія Вершиніна Київська область           | Олена Говорова Одеська область          | Юлія Баранова Київ                            |
| 1995      | Олена Говорова Одеська область                | Олена Хлусович Київ                     |                                               |
| 1996      | Олена Говорова Одеська область                | Ольга Бойко Донецька область            | Олена Шеховцова Київ                          |
| 1997      | Олена Хлусович Київ                           | Олена Говорова Одеська область          | Ганна Єрохіна Дніпропетровська область        |
| 1998      | Олена Говорова Київ                           | Тетяна Котова Дніпропетровська область  | Оксана Деркач Вінницька область               |
| 1999      | Олена Говорова Київ                           | Євгенія Ставчанська Чернівецька область | Тетяна Котова Дніпропетровська область        |
| 2000      | Олена Говорова Київ                           | Євгенія Ставчанська Чернівецька область | Тетяна Котова Дніпропетровська область        |
| 2001      | Христина Нейжпапа Донецька область            | Олена Хлусович Київ                     | Олександра Шишлюк (Стаднюк) Черкаська область |
| 2002      | Олександра Шишлюк (Стаднюк) Черкаська область | Христина Нейжпапа Донецька область      | Ольга Саладуха Донецька область               |
| 2003      | Олена Говорова Київ                           | Христина Нейжпапа Донецька область      | Катерина Чернявська Харківська область        |
| 2004      | Олена Говорова Київ                           | Катерина Чернявська Харківська область  | Марина Самборська Київ                        |
| 2005      | Олександра Шишлюк (Стаднюк) Черкаська область | Тетяна Щуренко Київ                     | Ольга Саладуха Донецька область               |
| 2006      | Олександра Стаднюк Черкаська область          | Ольга Саладуха Донецька область         | Тетяна Дяченко Київ                           |
| 2007      | Ольга Саладуха Донецька область               | Олександра Стаднюк Черкаська область    | Світлана Мамєєва Харківська область           |
| 2008      | Ольга Саладуха Донецька область               | Світлана Мамєєва Харківська область     | Олександра Стаднюк Черкаська область          |
| 2009      | Світлана Мамєєва Харківська область           | Лілія Кулик Харківська область          | Ганна Демидова Миколаївська область           |
| 2010      | Лілія Кулик Харківська область                | Наталія Ястребова Київська область      | Світлана Мамєєва Харківська область           |
| 2011      | Руслана Цихоцька Чернівецька область          | Наталія Ястребова Київська область      | Ганна Князєва Київ                            |
| 2012      | Руслана Цихоцька Чернівецька область          | Ганна Князєва Київ                      | Світлана Мамєєва Харківська область           |
| 2013      | Руслана Цихоцька Чернівецька область          | Наталія Ястребова АР Крим               | Ірина Янченко Черкаська область               |
| 2014      | Ольга Саладуха Донецька область               | Наталія Ястребова АР Крим               | Ірина Ніколаєва Черкаська область             |
| 2015      | Тетяна Пташкіна Луганська область             | Анна Красуцька Чернігівська область     | Руслана Цихоцька Чернівецька область          |
| 2016      | Тетяна Пташкіна Луганська область             | Ірина Ніколаєва Черкаська область       | Руслана Цихоцька Чернівецька область          |
| 2017      | Ольга Саладуха Донецька область               | Руслана Цихоцька Чернівецька область    | Дар'я Дьяченко Дніпропетровська область       |
| 2018      | Ольга Саладуха Донецька область               | Руслана Цихоцька Чернівецька область    | Катерина Попова Донецька область              |
| 2019      | Ольга Саладуха Донецька область               | Анна Красуцька Донецька область         | Ольга Корсун Полтавська область               |
| 2020      | Марія Сіней Київ                              | Ірина Піменова Харківська область       | Інна Сидоренко Дніпропетровська область       |
| 2021      | Тугба Данішмаз Туреччина                      | Марія Сіней Київ                        | Анастасія Колотій Дніпропетровська область    |
| 2022      | чемпіонат не проводився                       |                                         |                                               |
| 2023      | Олександра Чернуха Хмельницька область        | Марія Сіней Київ                        | Аліна Лістунова Хмельницька область           |
| 2024      | Вікторія Баранівська Донецька область         | Анна Красуцька Донецька область         | Ольга Корсун Полтавська область               |

### Штовхання ядра
| Чемпіонат | Золото                                       | Срібло                                      | Бронза                                   |
| --------- | -------------------------------------------- | ------------------------------------------- | ---------------------------------------- |
| 1992      |                                              | Людмила Воєвудська Дніпропетровська область | Надія Лукинів Івано-Франківська область  |
| 1993      | Валентина Федюшина АР Крим                   | Вікторія Павлиш Харківська область          | Надія Лукинів Івано-Франківська область  |
| 1994      | Ірина Жук Дніпропетровська область           | Вікторія Павлиш Харківська область          | Надія Лукинів Івано-Франківська область  |
| 1995      | Ірина Жук Київ                               |                                             |                                          |
| 1996      | Надія Лукинів Івано-Франківська область      | Ольга Летій Київська область                |                                          |
| 1997      | Вікторія Павлиш Харківська область           | Лариса Лапа Дніпропетровська область        | Ілона Захарченко Київ                    |
| 1998      | Надія Лукинів Івано-Франківська область      | Світлана Шевченко Київська область          | Ганна Ярмакі Одеська область             |
| 1999      | Катаржина Жакович Польща                     | Тетяна Насонова Харківська область          | Надія Лукинів Івано-Франківська область  |
| 2000      | Оксана Захарчук Київська область             | Олена Дементій Київська область             | Світлана Шевченко Київська область       |
| 2001      | Оксана Захарчук Київська область             | Олена Дементій Київська область             | Світлана Шевченко Київська область       |
| 2002      | дисципліна не входила до програми чемпіонату |                                             |                                          |
| 2003      | Вікторія Павлиш Київська область             | Оксана Захарчук Київська область            | Світлана Шевченко Київська область       |
| 2004      | Вікторія Павлиш Київська область             | Олена Дементій Київська область             | Оксана Захарчук Київська область         |
| 2005      | Тетяна Насонова Одеська область              | Оксана Захарчук Київська область            | Світлана Сакун Чернігівська область      |
| 2006      | Тетяна Насонова Одеська область              | Світлана Сакун Чернігівська область         | Оксана Захарчук Київська область         |
| 2007      | Оксана Захарчук Київська область             | Світлана Сакун Чернігівська область         | Вікторія Дегтяр Одеська область          |
| 2008      | Вікторія Дегтяр Одеська область              | Тетяна Насонова Одеська область             | Олена Дементій Київська область          |
| 2009      | Вікторія Дегтяр Одеська область              | Тетяна Насонова Херсонська область          | Анна Самолюк Київська область            |
| 2010      | Вікторія Дегтяр Одеська область              | Анна Самолюк Київська область               | Галина Облещук Івано-Франківська область |
| 2011      | Галина Облещук Івано-Франківська область     | Ольга Голодна Київська область              | Анна Самолюк Київська область            |
| 2012      | Галина Облещук Івано-Франківська область     | Ольга Голодна Київська область              | Анна Самолюк Київська область            |
| 2013      | Ольга Голодна Київська область               | Галина Облещук Івано-Франківська область    | Анна Самолюк Київська область            |
| 2014      | Галина Облещук Івано-Франківська область     | Ольга Голодна Київська область              | Любов Брайляк Івано-Франківська область  |
| 2015      | Галина Облещук Івано-Франківська область     | Ольга Голодна Київська область              | Вікторія Савицька Одеська область        |
| 2016      | Світлана Марусенко Черкаська область         | Анна Самолюк Київська область               | Вікторія Савицька Одеська область        |
| 2017      | Ольга Голодна Київська область               | Анна Самолюк Київська область               | Світлана Марусенко Черкаська область     |
| 2018      | Ольга Голодна Київська область               | Вікторія Клочко Дніпропетровська область    | Світлана Марусенко Черкаська область     |
| 2019      | Ольга Голодна Київська область               | Анна Самолюк Київська область               | Світлана Марусенко Черкаська область     |
| 2020      | Ольга Голодна Київська область               | Тетяна Кравченко Київська область           | Світлана Марусенко Черкаська область     |
| 2021      | Ольга Голодна Київська область               | Тетяна Кравченко Київська область           | Анна Самолюк Київська область            |
| 2022      | чемпіонат не проводився                      |                                             |                                          |
| 2023      | Марія Ларіна Донецька область                | Софія Ромасюк Харківська область            | Наталія Урсуленко Донецька область       |

### П'ятиборство
| Чемпіонат | Золото                                      | Срібло                                              | Бронза                                           |
| --------- | ------------------------------------------- | --------------------------------------------------- | ------------------------------------------------ |
| 1992      | Ірина Матюшева Київ                         | Ірина Олійник Одеська область                       | Тетяна Холодовська Черкаська область             |
| 1993      | Ірина Олійник Одеська область               | Маргарита Тьомкіна Дніпропетровська область         | Лариса Тетерюк (Нечепорук) Київ                  |
| 1994      | Марина Щербина Київська область             | Олена Ніколюк Київська область                      | Олена Болкун Луганська область                   |
| 1995      | Лариса Тетерюк (Нечепорук) Київська область | Вікторія Бабій Запорізька область                   | Тетяна Шутєєва Харківська область                |
| 1996      | Олена Ніколюк Київська область              | Тетяна Холодовська Черкаська область                | Марина Щербина Київська область                  |
| 1997      | Юлія Акуленко Дніпропетровська область      | Марина Щербина Київська область                     | Марина Брюхач Харківська область                 |
| 1998      | Марина Щербина Київська область             | Юлія Акуленко Дніпропетровська область              | Марина Брюхач Харківська область                 |
| 1999      | Людмила Блонська Київська область           | Ельміра Соховтінова Донецька область                | Євгенія Мазуренко Дніпропетровська область       |
| 2000      | Людмила Шевчук Харківська область           | Марина Брюхач Харківська область                    | Ельміра Соховтінова Донецька область             |
| 2001      | Марина Брюхач Харківська область            |                                                     |                                                  |
| 2002      | Марина Брюхач Харківська область            | Людмила Блонська Київська область                   | Ксенія Грачова Дніпропетровська область          |
| 2003      | Наталія Добринська Вінницька область        | Марина Брюхач Харківська область                    | Віра Єпімашко Білорусь                           |
| 2004      | Наталія Добринська Вінницька область        | Марина Брезгіна (Брюхач) Харківська область         | Ганна Мельниченко (Касьянова) Полтавська область |
| 2005      | Наталія Добринська Вінницька область        | Марина Брезгіна (Брюхач) Харківська область         | Віра Єпімашко Білорусь                           |
| 2006      | Світлана Соколова Росія                     | Світлана Ладохіна Росія                             | Ганна Мельниченко (Касьянова) Полтавська область |
| 2007      | Наталія Добринська Вінницька область        | Ганна Мельниченко (Касьянова) Полтавська область    | Світлана Ладохіна Росія                          |
| 2008      | Ольга Кубан Росія                           | Вікторія Добринська Вінницька область               | Марина Гончарова Росія                           |
| 2009      | Вікторія Добринська Вінницька область       | Інна Ахкозова Київська область                      | Ірина Ількевич Одеська область                   |
| 2010      | Наталія Добринська Вінницька область        | Інна Ахкозова Київська область                      | Аліна Фьодорова Київська область                 |
| 2011      | Інна Ахкозова Київська область              | Анастасія Мохнюк Київська область                   | Ганна Мельниченко (Касьянова) Полтавська область |
| 2012      | Наталія Добринська Вінницька область        | Ганна Мельниченко (Касьянова) Полтавська область    | Аліна Фьодорова Київська область                 |
| 2013      | Аліна Фьодорова Київська область            | Анастасія Мохнюк Київська область                   | Інна Синиця Полтавська область                   |
| 2014      | Інна Синиця Полтавська область              | Катерина Столярова Херсонська область               | Наталія Башли Одеська область                    |
| 2015      | Аліна Фьодорова Київська область            | Катерина Столярова Київ                             | Інна Синиця Полтавська область                   |
| 2016      | Аліна Фьодорова Київська область            | Дарина Слобода Київська область                     | Ася Бардіс Харківська область                    |
| 2017      | Рімма Гордієнко Дніпропетровська область    | Ася Бардіс Харківська область                       | Вікторія Кириленко Київська область              |
| 2018      | Аліна Шух Київська область                  | Рімма Гордієнко (Буйненко) Дніпропетровська область | Ірина Рофе-Бекетова Харківська область           |
| 2019      | Аліна Шух Київська область                  | Рімма Гордієнко (Буйненко) Дніпропетровська область | Ірина Рофе-Бекетова Харківська область           |
| 2020      | Аліна Шух Київська область                  | Дарина Слобода Київська область                     | Ірина Рофе-Бекетова Харківська область           |
| 2021      | Ганна Касьянова Запорізька область          | Аліна Шух Київська область                          | Юлія Лобан Чернігівська область                  |
| 2022      | чемпіонат не проводився                     |                                                     |                                                  |
| 2023      | Юлія Лобан Київська область                 | Дарина Слобода Київська область                     | Тетяна Білик Харківська область                  |
| 2024      | Тетяна Білик Харківська область             | Валерія Мухоброд Київ                               | Катерина Потапенко Київ                          |

### Ходьба 10000 метрів
| Чемпіонат | Золото                              | Срібло                              | Бронза                        |
| --------- | ----------------------------------- | ----------------------------------- | ----------------------------- |
| 2024      | Людмила Оляновська Київська область | Тамара Гаврилюк Житомирська область | Аліна Цвілій Київська область |

## Колишні дисципліни

### 1000 метрів
| Чемпіонат | Золото | Срібло | Бронза                                  |
| --------- | ------ | ------ | --------------------------------------- |
| 1992      |        |        | Світлана Романовська Запорізька область |

### 2000 метрів з перешкодами
| Чемпіонат | Золото                                        | Срібло                                     | Бронза                                           |
| --------- | --------------------------------------------- | ------------------------------------------ | ------------------------------------------------ |
| 1992      |                                               |                                            | Анжеліка Аверкова АР Крим                        |
| 1993      | Людмила Пушкіна Херсонська область            | Анжеліка Аверкова АР Крим                  | Ольга Косолапова Київ                            |
| 1994      | Віра Рагуліна Запорізька область              | Людмила Пушкіна Херсонська область         | Ольга Стефанішина Тернопільська область          |
| 1995      | Віра Рагуліна Запорізька область              | Ольга Стефанішина Тернопільська область    | Тетяна Бабік (Гладир) Миколаївська область       |
| 1996      | Тетяна Бабік (Гладир) Миколаївська область    | Світлана Курбакова Київ                    | Тетяна Купинська Тернопільська область           |
| 1997      | Тетяна Купинська Тернопільська область        | Тетяна Бабік (Гладир) Миколаївська область | Олена Самко Донецька область                     |
| 1998-2001 | дисципліна не входила до програми чемпіонатів |                                            |                                                  |
| 2002      | Інна Лебедєва Київ                            | Юлія Ігнатова Миколаївська область         | Марина Микита Донецька область                   |
| 2003      | Варвара Шесток АР Крим                        | Марина Микита Донецька область             | Валентина Горпинич (Жудіна) Миколаївська область |
| 2004      | Валерія Мара АР Крим                          | Інна Лебедєва Київ                         | Марина Микита Донецька область                   |

### 4×200 метрів
| Чемпіонат | Золото                                                                               | Срібло                                                                     | Бронза                                                                          |
| --------- | ------------------------------------------------------------------------------------ | -------------------------------------------------------------------------- | ------------------------------------------------------------------------------- |
| 2006      | Івано-Франківська областьОксана Кирилович Христина Стуй Ірина Шепетюк Ольга Андрєєва | Харківська областьАнна Плотіцина Галина Тонковид Юлія Графова Олена Чебану | Дніпропетровська областьОлеся Повх Юлія Акуленко Тетяна Дяченко Валерія Назарко |

### 200+400+600+800 метрів
| Чемпіонат | Золото                                                                 | Срібло                                                         | Бронза                                                                                               |
| --------- | ---------------------------------------------------------------------- | -------------------------------------------------------------- | --- |
| 2001      | Запорізька областьОльга Фоменко Олена Рурак Галина Місірук Юлія Кумпан | КиївГанна Бордюгова Тетяна Мовчан Олена Фадєєва Марина Дуброва | Донецька областьТетяна Боненко Юлія Гуртовенко (Кревсун) Оксана Мельцаєва Наталія Сидоренко (Тобіас) |

### Ходьба 3000 метрів
| Чемпіонат | Золото                               | Срібло                              | Бронза                             |
| --------- | ------------------------------------ | ----------------------------------- | ---------------------------------- |
| 1992      | Ольга Леоненко Київ                  | Тетяна Рагозіна Полтавська область  |                                    |
| 1993      | Тетяна Рагозіна Полтавська область   | Наталія Сербіненко Донецька область | Ольга Леоненко Київ                |
| 1994      | Ольга Леоненко Київ                  | Тетяна Рагозіна Полтавська область  | Світлана Калитка Волинська область |
| 2015      | Інна Кашина (Лосева) Сумська область | Галина Яковчук Житомирська область  | Олена Шевчук Житомирська область   |

### Ходьба 5000 метрів
| Чемпіонат | Золото                                        | Срібло                                       | Бронза                                       |
| --------- | --------------------------------------------- | -------------------------------------------- | -------------------------------------------- |
| 2000      | Олена Сироватко Полтавська область            | Тетяна Бессолова Львівська область           | Олена Бессолова Львівська область            |
| 2001      | Людмила Єгорова (Шелест) Сумська область      | Олена Мірошниченко Сумська область           | Надія Прокопук (Боровська) Волинська область |
| 2002      | Ніна Москвіна Вінницька область               | Надія Прокопук (Боровська) Волинська область | Ганна Колесник Черкаська область             |
| 2003-2005 | дисципліна не входила до програми чемпіонатів |                                              |                                              |
| 2006      | Віра Зозуля Тернопільська область             | Олена Мірошниченко Сумська область           | Світлана Вавілова Київська область           |
| 2007      | Людмила Шелест Сумська область                | Надія Боровська Київська область             | Олена Мірошниченко Сумська область           |
| 2008      | Людмила Шелест Сумська область                | Олена Мірошниченко Сумська область           | Наталія Клімашевська Сумська область         |
| 2009      | Людмила Шелест Сумська область                | Ольга Яковенко Вінницька область             | Олена Шевчук Житомирська область             |
| 2010      | Олена Шевчук Житомирська область              | Людмила Шелест Сумська область               | Олена Мірошниченко Сумська область           |
| 2011      | Олена Шумкіна Донецька область                | Людмила Шелест Сумська область               | Олена Мірошниченко Сумська область           |
| 2012      | Олена Шевчук Житомирська область              | Людмила Шелест Сумська область               | Анна Коваленко Київська область              |
| 2013      | Інна Кашина (Лосева) Сумська область          | Людмила Шелест Сумська область               | Галина Яковчук Житомирська область           |
| 2014      | Наталія Цимбалюк Житомирська область          | Людмила Шелест Сумська область               | Вікторія Ференц Сумська область              |